# Pierre Jobert-Lucas
Pour les articles homonymes, voir Jobert.
Né à Reims le 24 avril 1766, décédé à Paris le 27 mai 1841 , Pierre Marie Jobert fut à deux reprises maire de la ville de Reims (1796 et 1800) et député, sous la Restauration, à la Chambre des députés.

## Biographie
Manufacturier, Jobert-Lucas introduisit la filature mécanique à Reims (1816). Sous le Directoire, il fonda l’usine de Bazancourt. Il fut membre du conseil général des manufactures le 23 août 1819, et fut président du tribunal de commerce et du tribunal des prud'homme. 
Il était le fils de Jean Charles Olivier et Marie Leroy. Il épousa Marguerite Lucas (1765-1829), veuve de Claude Charles de Récicourt, et repose au Cimetière du Nord.
Une rue de Reims porte son nom.

## Mandats

### Député
- 13 mai 1815 - 13 juillet 1815 : de la Marne par 45 voies sur 73 votants ;
- 1er octobre 1821 - 24 décembre 1823 : de la Marne, siégeant au Centre gauche, 308 voix sur 463 votants avec 554 inscrits, contre 153 à M. Ruinart de Brimont ;
- 17 novembre 1827 - 16 mai 1830 : élu pour la Marne par 270 voix avec 400 votants sur 443 inscrits, siégeant au Centre gauche ;
- 12 juillet 1830 - 22 décembre 1830 : élu pour la Marne par 272 voix sur 398 votants et 445 inscrits, siégeant au Centre gauche, il démissionnait pour raison de santé, M. Chaix d'Est-Ange lui succédant.

## En savoir plus